# Joseph Maria Olbrich
Joseph Maria Olbrich (Troppau, 22 dicembre 1867 – Düsseldorf, 8 agosto 1908) è stato un architetto austriaco, appartenente alla Secessione viennese.
Studiò a Vienna dapprima presso la Scuola di Arti e Mestieri, fra il 1882 e il 1886, quindi all'Accademia di Belle Arti, dal 1890 al 1893, anno in cui passò a lavorare nello studio dell'architetto Otto Wagner, suo professore in Accademia. Ma per la contemporanea aggiudicazione del Premio Roma, si recò in Italia e nel Nordafrica per un viaggio formativo, per poi riprendere nel 1894 la sua attività presso Wagner.
Nel 1897 partecipò alla fondazione della Secessione viennese con Gustav Klimt, Josef Hoffmann e Koloman Moser. Progettò e mise a punto grazie a suggerimenti del presidente Klimt il padiglione per le esposizioni del gruppo, sulla Friedrichstraße di Vienna: monumento dello Jugendstil, la cui architettura di aria vagamente egeo-cretese, mista ad un forte sentore di Giappone, reca quale fastigio una singolare cupola di foglie d'alloro in bronzo dorato, stretta fra plinti-acroteri. La facciata del palazzo, tuttora adibito a spazio espositivo, appare sulla moneta da 50 centesimi di euro dell'Austria.
Nel 1899 il granduca Ernesto Luigi d'Assia lo chiamò a collaborare alla creazione della "colonia di artisti" di Darmstadt, inaugurata nel 1901, ispirata ad analoghe recenti esperienze inglesi di stampo Arts and Crafts. Olbrich si dedicò quindi a un'opera di progettazione integrale, dall'architettura al design nei suoi più vari aspetti.
Olbrich morì di leucemia nel 1908, all'età di quarant'anni.

## Opere
- 1897-1898, sede della Secessione viennese, Vienna
- 1899, casa Stöhr, St. Pölten
- casa per Max Friedmann, Hinterbrühl
- 1899, sede del circolo della caccia, Vienna
- 1899-1900, casa per Hermann Bahr, Vienna
- 1900, casa Sift, Vienna
- 1900, complesso abitativo a Darmstadt
- 1900-1901, casa per Hans Christiansen, Darmstadt
- 1900-1901, casa per Carl Keller, Darmstadt
- 1900-1901, casa per Julius Glückert, nota come Großes Glückert-Haus, Darmstadt
- 1900-1901, casa per Rudolf Bosselt, nota come Kleines Glückert-Haus, Darmstadt
- 1900-1902, casa per Ludwig Habich, Darmstadt
- 1901, abitazione per Albert Hochstrasser, Kronberg
- 1902, casa per la principessa nel parco del casino di caccia di Wolfsgarten
- 1902, casa per Carl Kuntze, Berlin-Steglitz
- 1903, facciata dell'abitazione per Edmund Olbrich, Troppau
- 1906 - 1907, Hochzeitsturm e palazzo per le esposizioni, Darmstadt
- 1907, casa per Hugo Kruska, Colonia
- 1907-1909, casa per Leonhard Tietz, Düsseldorf
- 1908, stabilimenti Opel, Darmstadt
- 1908, villa per Joseph Feinhals, Colonia
- 1908, casa per Walther Banzhaf, Colonia
- 1908, casa per Max Clarenbach, Düsseldorf